# Rudolf Cortés (album)
Rudolf Cortés je výběrové album studiových nahrávek Rudolfa Cortése, které vyšlo v roce 2000 jako CD.
Pozn. na albu je nesprávně napsano - Cortéz - (Rudolf Cortéz - Portréty českých hvězd)

## Seznam skladeb
1. "Co ti dám k svátku" (h: Vlastimil Hála / t: ) - 2:27
2. "Vystavím zeď kolem tebe" (h: Leopold Korbař / t:) - 2:32
3. "Kdybych tě neměl rád" (h: Jiří Baur / t: ) - 3:14
4. "Pokouším se zapomenout" (h: Alfons Langer / t: ) - 2:50
5. "Setkání po létech" (h: Vlastimil Hála / t: K. Hynek ) - 2:55
6. "Prostý lék" (h: Vlastimil Hála / t: ) - 2:39
7. "Starý mlýn" (h: Karel Valdauf / t: ) - 2:49
8. "S tebou (Near You)" (Francis Craig/Kermit. Goell č.t: Jiří Traxler) - 2:41
9. "Na té svatbě tvojí (I'll Dance At Your Wedding)" (h: / t: ) - 3:13
10. "Co ti mám říct" (h: Miloslav Ducháč / t: ) - 3:07
11. "Vzpomínky mi zůstanou (They Can't Take That Away From Me)" (h: G. Gershwin / I. Gershwin č.t: Vladimír Dvořák) - 3:32
12. "Kouzelná píšťala" (h: Eduard Parma / t: ) - 3:23
13. "Na shledanou" (h: Leopold Korbař / t: ) - 3:07
14. "Až budeš má" (h: Miloslav Ducháč / t: ) - 2:18
15. "Vím, že bývá malý člověk sám" (h: William Bukový / t: ) - 2:44
16. "Přání" (h: / t: ) - 3:20
17. "Cesta domů" (h: Jiří Sternwald / t: ) - 2:45
18. "Bez tebe" (h: Švehla / t: ) - 2:30
19. "Půlnoční synkopy" (h: Bohuslav Sedláček / t: ) - 2:17
20. "Jesse James" (h: Traditional / t: ) - 1:27
21. "Táborák už zhas" (h: Zdeněk Petr / t: I. Fischer) - 3:16
22. "Dobrou noc" (h: Miloslav Ducháč / t: ) - 3:06
23. "Ó Donno Kláro" (h: / t: ) - 2:24
24. "Já jsem viděl hezkou holku" (h: J. Koutek / t: ) - 2:46
25. "Něco za cibuli" (h: lidová / t: ) - 2:27
26. "Hájek" (h: lidová / t: ) - 1:14
27. "Za jeden krásný pohled" (h: lidová / t: ) - 1:37
28. Kde je moje máma (h: Eman Fiala / t: Ferenc Futurista a Eman Fiala) - 2:04
29. "Zpívej" (h: J. Gollwell / t: ) - 2:16

## Další informace
- Vydal: Music Media, 2000

pozn. Na první levé dolní straně je napsáno: Areca Multimedia,
na zadní pravé dolní straně 2000 Music Multimedia
- Ilustration: Ondřej Zahradníček
- Cover design: Dan Vlachynský
- Ean vydaného výrobku: 8 595145 101023,